# Militair Kruis van Verdienste (Brunswijk)
Het Militair Kruis van Verdienste van Brunswijk, (Duits: "Braunschweiger Militär Verdienstkreuz"), was een hoge onderscheiding voor dapperheid van het Hertogdom Brunswijk.
Militairen uit Brunswijk hadden van 1870 tot 1879 geregeld gevraagd om invoering van een met het beroemde Pruisische Gouden Kruis voor Militaire Verdienste vergelijkbare onderscheiding voor dapperheid. Er werd in 1870 alleen in een versiersel van de Orde van Hendrik de Leeuw "met de Zwaarden" voorzien, maar een dergelijk kruis werd alleen aan officieren toegekend.
Negen jaar later, op 11 december 1879 kregen ook de Kruisen van Verdienste die waren verbonden aan de Orde van Hendrik de Leeuw gekruiste zwaarden. Ondertusdsen had Pruisen, waarmee Brunswijk militair nauw verbonden was, nieuwe onderscheidingen die voor onderofficieren en soldaten waren bedoeld. Pruisen bouwde het decoratiestelsel uit met graden van het Militair Ereteken.
Deze stichting is gebaseerd op de Pruisische praktijk van de indeling en de toekenning van militaire onderscheidingen en de Militaire Verdienste Kruis. Brunswijk reageerde daarop door het Kruis van Verdienste der Ie Klass met de Zwaarden van de Orde van Hendrik de Leeuw gelijk te stellen aan het Pruisische Militaire Ereteken der Ie Klasse. Het Kruis van Verdienste der IIe Klass met de Zwaarden van de Orde van Hendrik de Leeuw gelijk te stellen aan het Pruisische Militaire Ereteken der IIe Klasse, een medaille.
Ook de maatstaven voor toekenning van de Brunswijker Erekruisen met de Zwaarden zouden de Pruisische richtlijnen volgen. Onder deze voorwaarde ging het Pruisische Ministerie van Oorlog akkoord met het instellen van de Brunswijkse kruisen. Er mocht geen opvalklend verschil bestaan in het toekennen van decoraties van Duitse soldaten die in dezelfde regimenten zij aan zij vochten en dienden.
Toen Pruisen in 1864 haar Kruis voor Militaire Verdienste in Goud instelde liepen het Brunnswijkse en het Pruisische decoratiestelsel niet langer in de pas. Dat leidde tot het Hertogelijk Besluit van van 11 december 1879.
Het verlenen van een ridderorde aan een sergeant en korporaal was gezien het standsverschil tussen officieren en onderofficieren ondenkbaar.
Daarom stichtte Brunswijk op 11 december 1879 een gouden "Braunschweiger Militär Verdienstkreuz". Dit besluit leidde tot correspondentie met het Berlijnse Ministerie van Oorlog. Op 25 april 1908 werd het Brunswijkse kruis weer afgeschaft zonder dat en van de 25 door Hofjuwelier Hermann Jürgens aangemaakte verguld zilveren kruisen werd uitgereikt. Op 18 augustus 1914 voerde Hertog Ernst August van Brunswijk het kruis in een door de regentes Viktoria Luise getekende verordening opnieuw in. Omdat de Duitse Keizer "Oberster Kriegsherr" en opperbevelhebber van alle Duitse troepen was werd het Pruisische Gouden Kruis voor Militaire Verdienste ook aan militairen uit Brunswijk verleend. Van Brunswijkse verleningen van het eigen Gouden Kruis, waarop zij staat hadden kunnen maken, is niets bekend.

## Het Gouden Brunswijkse Militär-Verdienstkreuz van 1879 tot 1908
Het eerste Militär-Verdienstkreuz von 1914 werd op 11 december 1879 door Hertog Wilhelm von Braunschweig gesticht als een bijzondere onderscheiding voor dappere onderofficieren en soldaten. In het besluit was sprake van "erhöhte nochmalige und besonders tapfere Taten" wat betekent dat een militair al eerder moet zijn opgevallen door zijn moed.
Het verguld zilveren kruis heeft opgehoogde dubbele randen op de vier armen en een rond centraal medaillon met het opschrift "KRIEGS-VERDIENST" boven twee lauwertakken.
De achterzijde draagt het gekroonde monogram van de regerende Hertog van Brunswijk; een "W" voor Wilhelm in spitse gotische letters.
Men had de onderscheiding aan een helder rood lint met een gele bies, de kleur van het lint van de Orde van Hendrik de Leeuw, op de rechterborst moeten dragen.
Op 25 april 1908 werd de niet verleende onderscheiding weer opgeheven.

## Het Brunswijkse Militär-Verdienstkreuz van 1914 tot 1918
Het tweede Militär-Verdienstkreuz werd op 18 augustus 1914, aan het begin van de Eerste Wereldoorlog, door Hertog Ernst August von Braunschweig gesticht als een bijzondere onderscheiding voor dappere onderofficieren en soldaten.
Het verguld zilveren kruis heeft dubbele randen op de vier armen en een rond centraal medaillon met het opschrift "KRIEGS-VERDIENST" boven twee lauwertakken. De achterzijde draagt het gekroonde monogram van de regerende Hertog van Brunswijk "E. A." voor (Ernst August). In de verordening was een Kruis pattée voorzien maar hofjuwelier Hermann Jürgens leverde een maltezer kruis met brede maar korte armen.
Men had ook deze onderscheiding aan een helder rood lint met een gele bies op de rechterborst moeten dragen.